# Rue de l'Amitié entre les peuples
La Rue de l'Amitié entre les peuples (en russe : улица Дружбы народов; en ukrainien : вулиця Дружби народів) est une rue qui marque la frontière entre la Russie et l'Ukraine, dans les localités de Tchertkovo (côté russe) et Milove (côté ukrainien).

## Situation et accès
La partie sud de la rue appartient à l'Ukraine, et la partie nord à la Russie. La rue est isolée du reste de la Russie et de la ville de Tchertkovo par la ligne de chemin de fer.

## Bâtiments remarquables et lieux de mémoire

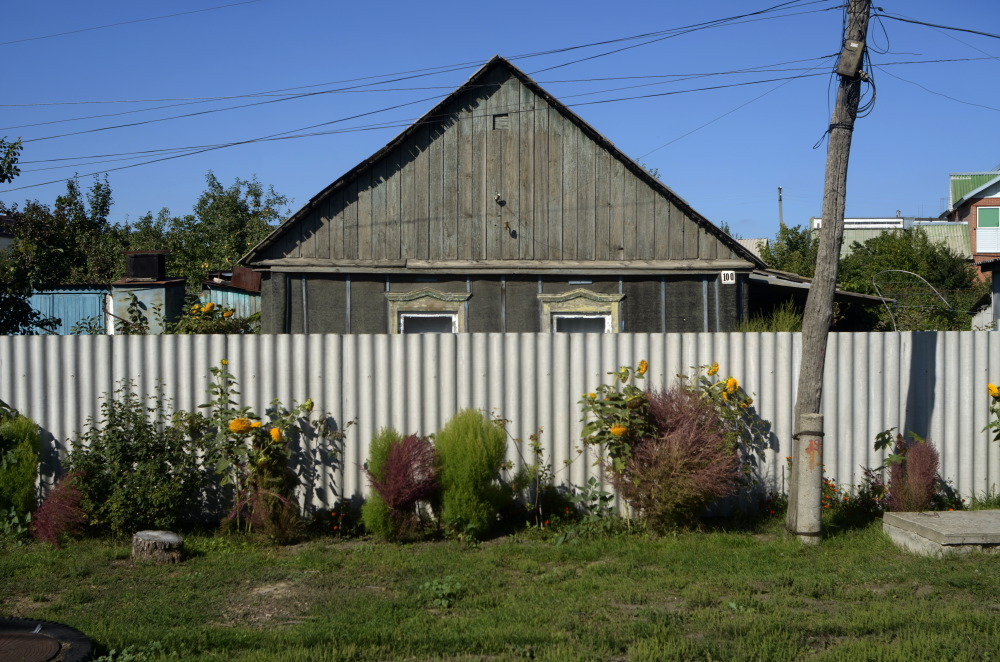
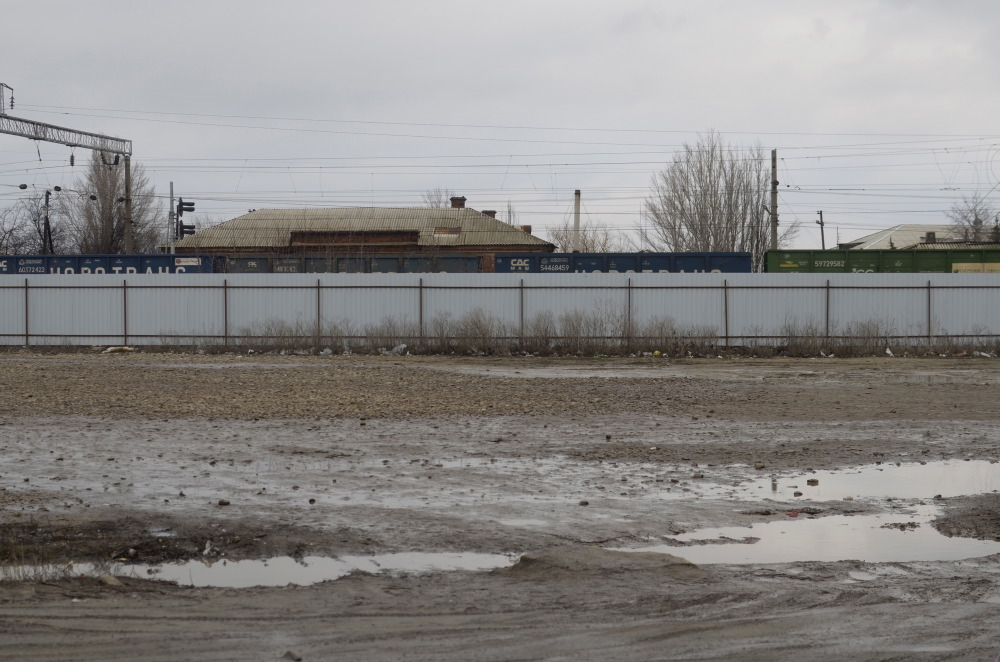
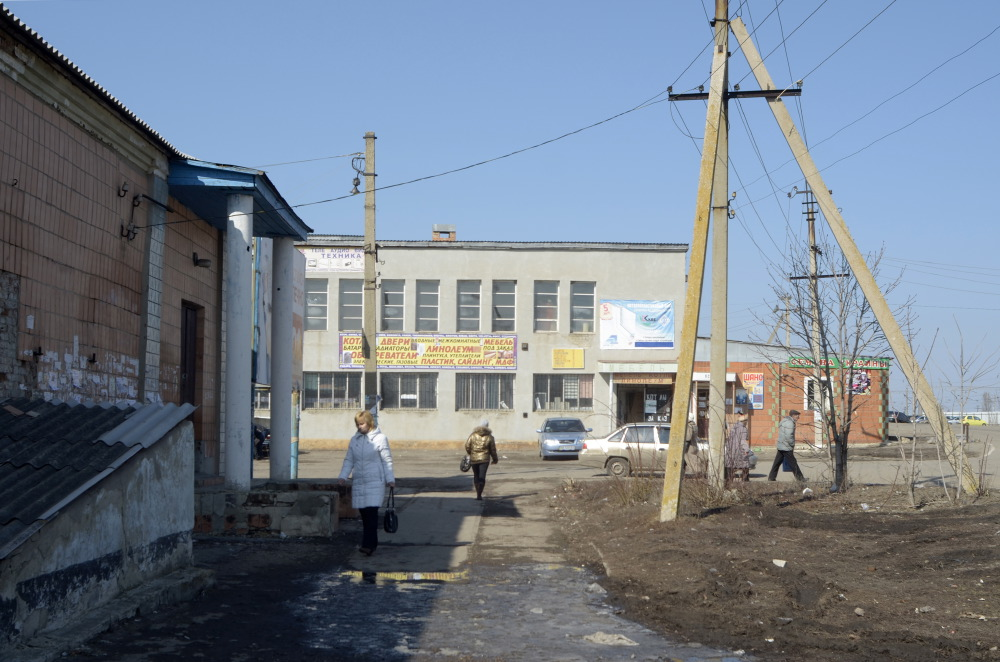
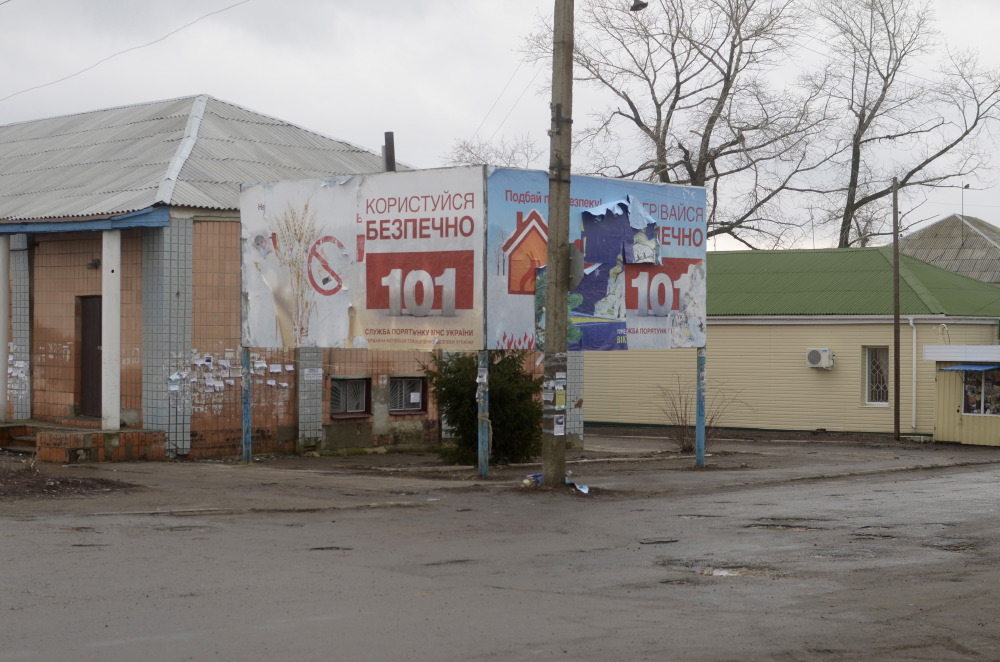